# Olta Xhaçka
Olta Xhaçka (wym. /olta dʒatʃka/; ur. 25 grudnia 1979 w Tiranie) – albańska polityk, minister obrony Albanii (2017-2021), minister spraw zagranicznych (od stycznia 2021).

## Życiorys
Córka Anxhelo i Natashy. Ukończyła studia z zakresu nauk politycznych i stosunków międzynarodowych na Clark University (Massachusetts, USA) uzyskując stopień magistra w zakresie administracji publicznej. Przez trzy lata pracowała jako wykładowca nauk politycznych Uniwersytetu Nowojorskiego w Tiranie. 
Członkini Socjalistycznej Partii Albanii, od 2010 jest przewodniczącą Forum Kobiet przy Socjalistycznej Partii Albanii. W parlamencie zasiada od 2009, reprezentując okręg Korcza. W wyborach parlamentarnych 2017 startowała z okręgu Tirana. W marcu 2017 objęła stanowisko ministra d.s. młodzieży i opieki społecznej, a od 13 września t.r. pełni funkcję ministra obrony. W 2021 objęła kierownictwo resortu spraw zagranicznych. We wrześniu 2023 podała się do dymisji.
Od 2015 przewodniczy Fundacji Qemala Stafy.
Jest mężatką (w 2014 wyszła za Artana Gaçiego), ma dwie córki Hanę i Gaię.